# Timestalker
Timestalker è un film del 2024 scritto e diretto da Alice Lowe.

## Trama
Alla perenne ricerca del vero amore con l'uomo sbagliato, Agnes continua a innamorarsi della stessa persona ogni volta che si reincarna, cercando disperatamente il suo lieto fine dalla Scozia del XVII secolo a un futuro apocalittico, passando per l'Inghilterra del XVIII secolo e la Manhattan degli anni ottanta.

## Produzione
Nel febbraio 2021 è stato annunciato che Alice Lowe avrebbe scritto e diretto una commedia romantica fantascientifica in cui avrebbe recitato con Sam Riley, Jacob Anderson e Natasia Demetriou.

## Distribuzione
Il film è stato presentato in anteprima mondiale l'8 marzo 2024 al South by Southwest; successivamente è stato presentato al Fantasia International Film Festival e al Locarno Festival durante l'estate, prima di essere distribuito nelle sale britanniche l'11 ottobre 2024.

## Accoglienza
L'aggregatore di recensioni Rotten Tomatoes riporta un indice di gradimento del 93%, con un punteggio medio di 7 su 10 a fronte del consenso di quindici critici.